# Cantó d'Annecy-Nord-Oest
El cantó d'Annecy-Nord-Oest és un cantó del departament francès de l'Alta Savoia, a la regió d'Alvèrnia-Roine-Alps. Està inscrit al districte d'Annecy, té 12 municipis i el cap cantonal és Annecy.

## Municipis
- Annecy nord-oest
- la Balme-de-Sillingy
- Choisy
- Épagny
- Lovagny
- Mésigny
- Metz-Tessy
- Meythet
- Nonglard
- Poisy
- Sallenôves
- Sillingy

## Història
| Data d'elecció                           | Identitat         | Partit              | Qualitat |
| ---------------------------------------- | ----------------- | ------------------- | -------- |
| 1961-1973                                | Charles Bosson    | CD                  |          |
| 1973-1979                                | Jean Chamey       | CD, després UDF-CDS |          |
| 1979-2004                                | Alain Veyret      | UDF-CDS             |          |
| 2004-                                    | Christian Jeantet | PS                  |          |
| les dades anteriors no són pas conegudes |                   |                     |          |
|                                          |                   |                     |          |